# Acrylsäureethylester
Acrylsäureethylester, häufig auch Ethylacrylat genannt, ist eine organische chemische Verbindung aus der Gruppe der Carbonsäureester (genauer der Acrylsäureester). Sie liegt in Form einer leichtentzündlichen und flüchtigen Flüssigkeit mit unangenehm stechendem Geruch vor.

## Geschichte
Acrylsäureethylester wird seit den frühen 1930er Jahren kommerziell hergestellt. Ethylacrylat ist inzwischen mit einer Jahresproduktionsmenge von ca. 500.000 Tonnen nach Acrylsäurebutylester der weltweit wichtigste Acrylsäureester. So wurden im Jahr 2006 in den USA 262 Kilotonnen (kt), in Westeuropa 63 kt, in Südafrika 35 kt und in Südkorea 50 kt sowie im Jahr 2009 in China 94 kt Acrylsäureethylester produziert.

## Gewinnung und Darstellung
Acrylsäureethylester kann durch mehrere Verfahren hergestellt werden. So kann es durch Reaktion von Acrylnitril mit Ethanol und Schwefelsäure als Katalysator gewonnen werden. Es kann weiterhin aus Acetylen, Kohlenmonoxid und Ethanol gewonnen werden. Nach einem Verfahren der Celanese Corp. wurde in USA Ethylacrylat auch durch Umsetzung von Acrylsäure mit Ethylen und Schwefelsäure über die intermediär entstehenden Schwefelsäureester Ethylsulfat bzw. Diethylsulfat hergestellt.
In einer Pilotanlage der ADM Corp. wird die katalytische Umwandlung von Biomasse (Maisstengel) in der Reaktionssequenz Glucose → Glycerin → Acrolein → Acrylsäure + Ethanol → Acrylsäureethylester untersucht.
Industriell wird Ethylacrylat durch direkte Veresterung von Acrylsäure mit Ethanol hergestellt. Als Katalysatoren eignen sich Schwefelsäure, para-Toluolsulfonsäure oder saure Ionentauscher-Harze, wobei letztere bevorzugt verwendet werden.

## Eigenschaften
Acrylsäureethylester ist chemisch instabil und neigt unter dem Einfluss von Licht, bei erhöhter Temperatur und bei Kontakt mit Peroxiden auch in stabilisierter Form zur spontanen (z. T. explosiven) Polymerisation. Die Polymerisationswärme beträgt −78 kJ·mol−1 bzw. −779 kJ·kg−1. Es besitzt eine Viskosität von 0,55 mPa·s bei 25 °C und eine spezifische Wärmekapazität von 1,98 kJ/(kg·K). Wegen der hohen Polymerisationsneigung wird Ethylacrylat handelsüblich mit 15±5 ppm MEHQ stabilisiert. Bei Lagerung unter Lichtausschluss in Anwesenheit von polymerisationsinhibierend wirkendem Sauerstoff und bei Temperaturen unter 35 °C ist jedoch eine Lagerdauer von einem Jahr gegeben.

### Sicherheitstechnische Kenngrößen
Acrylsäureethylester bildet leicht entzündliche Dampf-Luft-Gemische. Die Verbindung hat einen Flammpunkt bei 9 °C. Der Explosionsbereich liegt zwischen 1,7 Volumenprozent (69 g/m³) als untere Explosionsgrenze (UEG) und 13 Volumenprozent (540 g/m³) als obere Explosionsgrenze (OEG). Hier ergibt sich ein oberer Explosionspunkt von 6 °C. Der maximale Explosionsdruck beträgt 8,9 bar. Die Grenzspaltweite wurde mit 0,86 mm bestimmt. Es resultiert damit eine Zuordnung in die Explosionsgruppe IIB. Die Zündtemperatur beträgt 350 °C. Der Stoff fällt somit in die Temperaturklasse T2.

## Verwendung

### Addition an Amine
Acrylsäureethylester reagiert unter Katalyse durch Lewis-Säuren in einer Michael-Addition mit Aminen in hohen Ausbeuten zu β-Alanin-Derivaten
Die nucleophile Addition an Acrylsäureethylester als α,β-ungesättigte Carbonylverbindung ist das wiederkehrende Motiv bei der Synthese von pharmazeutischen Zwischenprodukten, die zu (inzwischen obsoleten) Wirkstoffen wie dem Hypnotikum Glutethimid oder dem Vasodilatator Vincamin oder neueren Therapeutika wie dem COPD-Wirkstoff Cilomilast oder dem Nootropikum Leteprinim führen.

### Diels-Alder-Reaktionen
Mit Dienen geht Ethylacrylat als Dienophil Diels-Alder-Reaktionen ein, die z. B. mit 1,3-Butadien in einer [4+2]-Cycloaddition mit hoher Ausbeute zu einem 3-Cyclohexencarbonsäureethylester reagieren.

### Umesterung zu anderen Acrylsäureestern
Acrylsäureethylester ist Edukt für homologe Acrylsäureester (Alkylacrylate) durch Umesterung mit höheren Alkoholen mittels saurer oder basischer Katalyse. So werden Spezialacrylate zugänglich, wie z. B. das für druckempfindliche Klebstoffe verwendete 2-Ethylhexylacrylat (aus 2-Ethylhexanol), das für Automobilklarlacke verwendete Cyclohexylacrylat (aus Cyclohexanol), das z. B. mit Diisocyanaten zu quellbaren Gelen vernetzbare 2-Hydroxyethylacrylat (aus Ethylenglycol), die als Comonomer für Kammpolymere, die den Erstarrungspunkt von Paraffinölen herabsetzen, brauchbaren langkettigen Acrylate (aus C18+-Alkoholen) sowie das zur Herstellung von Flockungsmitteln für die Abwasserklärung und Papierherstellung wichtige 2-Dimethylaminoethylacrylat (aus Dimethylaminoethanol).

### Polymere
Als reaktives Monomer findet Ethylacrylat Verwendung in Homopolymeren und Copolymeren mit u. a. Ethylen, Acrylsäure und seinen Salzen, Amiden und Estern, Methacrylaten, Acrylnitril, Maleinsäureestern, Vinylacetat, Vinylchlorid, Vinylidenchlorid, Styrol, Butadien und ungesättigten Polyestern.
Copolymere von Acrylsäureethylester mit Ethylen (englisch EEA / ethylene-ethyl acrylate copolymers) eignen sich wie Ethylen-Vinylacetat-Copolymere als Klebstoffe und Polymeradditive, Copolymere mit Acrylsäure erhöhen die Reinigungswirkung von flüssigen Waschmitteln, Copolymere mit Methacrylsäure werden als magensaftresistente Tablettenüberzüge (Eudragit) eingesetzt.
Die große Zahl möglicher Comonomer-Einheiten und deren Kombination in Co- und Terpolymeren mit Ethylacrylat erlaubt die Realisierung unterschiedlicher Eigenschaften der Acrylat-Copolymere in einer Vielzahl von Anwendungen von Anstrichfarben und Klebstoffen über Papier-, Textil- und Lederhilfsmittel zu Kosmetik- und Pharmaprodukten.

### Aromastoff
Acrylsäureethylester wird auch als Aromastoff verwendet. Es wurde als flüchtiger Bestandteil in Ananas und Beaufort-Käse gefunden und ist eine Nebenkomponente im Vanille-Aroma, die bei der Heißextraktion von Vanille in Mengen bis über 1 ppm anfällt und in derart hohen Konzentrationen das Extraktaroma negativ beeinflusst. In der EU ist die Verbindung unter der FL-Nummer 09.037 als Aromastoff für Lebensmittel zugelassen.

## Sicherheitshinweise
Bei Kontakt mit Ethylacrylat besteht die Gefahr der Sensibilisierung der Haut. Hinweise aus Tierversuchen auf eine mögliche Kanzerogenität von Acrylsäureethylester sind nicht übertragbar auf Menschen. Die hohe Giftigkeit von Ethylacrylat (LD50 400 mg/kg Ratte oral und LD50 1800 mg/kg Kaninchen dermal) macht die Handhabung des Stoffs in geschlossenen Kompartimenten erforderlich. Der stechende Geruch des Ethylacrylats ist jedoch schon bei Konzentrationen von ca. 1 ppb wahrnehmbar, die weit unter dem Richtwert für die akute Exposition (Acute Exposure Guideline Level / AEGL-1) der EPA von 8,3 ppm liegen.